# Maria Nilsdotter i Ölmeskog
Maria Nilsdotter i Ölmeskog, född den 2 augusti 1756 i Ölmskog i Väse socken, död där den 31 mars 1822, var en bondmora i Värmland som fick en medborgarmedalj för att under oroligheterna efter prins Karl Augusts död 1810 ha förhindrat ett upplopp.
Maria Nilsdotter var dotter till Nils Larsson och Kierstin Nilsdotter i Ölmskog. År 1781 gifte hon sig med Jan Nilsson från Ölmskog. Efter giftermålet bosatte sig de på hennes föräldragård, Ölmskog, som de senare övertog.
Vid Karl Augusts död cirkulerade rykten om att han blivit förgiftad. En anonym proklamation kallade då män till samling för att tåga till Stockholm med syfte att skydda kungen, som sades vara i fara. Fyrtio män hade åtlytt kallelsen. Då man försökte värva även Maria Nilsdotters tre söner och drängar, krävde hon att få veta vem som utfärdat kallelsen. Då hon fick veta att den var anonym förbjöd hon sönerna att gå med och höll ett tal inför de församlade männen, som skingrade hela uppbådet och avvärjde vad som kunde ha blivit ett uppror. 
Den 8 oktober 1810 tilldelades hon en kedja med medalj av guld och en förgylld silverbägare med påskriften "Af konung Carl XIII till Hustru Maria Nilsdotter i Ölmeskog, för medborgerlig dygd".